# Interception (basket-ball)
Pour les articles homonymes, voir Interception.
L'interception (ou steal en anglais) est un terme utilisé dans le basket-ball pour définir l'action de prendre le ballon à l'adversaire, soit en le lui prenant des mains (sans commettre de faute), soit en attrapant une passe mal ajustée de celui-ci. La Fédération internationale de basket-ball amateur (FIBA) définit comme interception la prise de balle à un adversaire direct, par exemple sur un dribble, l'interception d'une passe, le détournement d'une balle, celle-ci arrivant alors directement sur un coéquipier (le joueur crédité de l'interception est le joueur ayant détourné la balle et non celui la réceptionnant à la suite de cette action) ou en balle perdue par l'adversaire. Un bon intercepteur doit être rapide et agile pour anticiper le jeu de son opposant.
Les grands étant généralement peu doués dans ce domaine, ce sont les meneurs, arrières et ailiers qui se mettent le plus facilement en valeur.
Cette statistique est officiellement enregistrée depuis les saisons 1972-1973 en American Basketball Association (ABA) et 1973-1974  en National Basketball Association (NBA). La meilleure performance sur un match est de 11, œuvre de Larry Kenon - joueur des Spurs de San Antonio contre les Kings de Kansas City le 26 décembre 1976, performance imitée par Kendall Gill le 4 avril 1999 lors d'une victoire de sa franchise des Nets du New Jersey sur le Heat de Miami sur le score de 88 à 77. John Stockton est le joueur comptant le plus de d'interceptions en carrière avec 3 265, devançant Jason Kidd et Michael Jordan. Micheal Ray Richardson et Chris Paul terminent à quatre reprises en tête du classement des intercepteurs, devançant Jordan et Alvin Robertson. Ce dernier est le meilleur intercepteur à la moyenne de l'histoire, NBA et ABA réunis, avec une moyenne de 2,71 devant Micheal Ray Richardson, 2,63, Fattie Taylor, 2,40 et Jordan avec une moyenne de 2,35. La meilleure moyenne sur une saison est réalisée par Don Buse avec 4,12 lors de la saison ABA 1973-1974, devant Alvin Robertson avec 3,67 lors de la saison NBA 1985-1986.
En Europe, le grec Theódoros Papaloukás est le joueur avec le plus grand nombre d'interception en Euroligue avec plus de 320, devant Pablo Prigioni et Dimítris Diamantídis. La meilleure performance sur une rencontre est réalisée par Jeff Trepagnier avec 11 le 26 janvier 2006 contre le KK Partizan Belgrade. Le deuxième de ce classement est Stefano Mancinelli avec 10 interceptions  avec le Climamio Bologna	le 4 janvier 2007.
En Women's National Basketball Association (WNBA), Tamika Catchings est la joueuse avec le plus d'interception en carrière avec 775 devant Ticha Penicheiro et Sheryl Swoopes. Catchings est la joueuse qui possède le plus de titre de meilleure interceptrice sur une saison avec cinq devant Teresa Weatherspoon. Cette dernière est la seule joueuse à atteindre 100 interceptions dans une saison, performance réalisée lors de la saison 1998. Tamika Catchings, avec 2,48 interceptions de moyenne en carrière domine également cette statistique. Teresa Weatherspoon détient pour sa part la meilleure moyenne sur une saison avec 3,33 en 1998 devant Catchings, 3,14 en 2007.